# Koller Ferenc (jogtudós)
Koller Ferenc (latinul Franciscus Coller (?, 1667 – Nagyszombat, 1750) jezsuita szerzetes, jogtudós, a Nagyszombati Egyetem alaki jog tanára, az első hazai jogtanárok egyike. Vélhetően nem azonos Koller Ferenc (1653–1705) pécsi jezsuita szerzetessel.

## Munkássága
Életéről alig van információ, születési és halálozási időpontja is több változatban maradt fenn, ám az Egyetemi Könyvtár több kéziratát is megőrizte.
Egy ideig az esztergomi káptalannál a jegyzői hivatalt töltötte be. Ezzel függ össze, hogy 1692-ben Nagyszombatban Koller Ferenc káptalani jegyző állított ki egy okiratot. A legtöbb feljegyzés, említés - és a kéziratok is - abból az időszakból származnak, amikor a Nagyszombati Egyetem jogtanára volt. Évtizedekig töltötte be ezt a pozícióját - 1687-től 1720-ban vagy később bekövetkezett haláláig, és volt időszak, amikor egyedül -, ekként a hallgatókra jelentős hatást gyakorló, meghatározó oktatója volt az egyetemnek. Jelentős egyetemi jogtanártársai: Illyés István püspök, Bencsik Mihály jogász, ügyész voltak.
Koller szakterülete a Werbőczy István által 1541-ben összeállított joggyűjtemény, a Tripartitum (Hármaskönyv) volt. Kollert a magyar jog elmélete és a hazai jog gyakorlata előadásaival a hazai jog első egyetemi előadójaként említik. Kézirataiban az elméleti fejtegetések mellett gyakorlati jogesetek ismertetésére is hangsúlyt fektetett, vagyis a nemesi jog ismeretanyagát perjogi anyaggal is kiegészítette. Foglalkozott a periratok megfogalmazásával, azok stílusával. Kézirataiban Eckhart Ferenc szerint „az első praktikus célokat szolgáló jogi tankönyvet kell látnunk, amely … világos didaktikai célkitűzéssel jött létre.”